# Friedrich Wilhelm von Leysser
Friedrich Wilhelm von Leysser ( * 7 de marzo de 1731 - 10 de octubre de 1815); (a veces aparece como Leyser) fue un botánico, geólogo, político alemán, aborigen de Magdeburgo. También sirvió como consejero (Kriegsrat (Consejero de Guerra) y Domänenrat (Consejero de Dominios)) del rey de Prusia.
Fue autor de Flora Halensis (Flora de Halle (Sajonia-Anhalt)), de 1761

## Algunas publicaciones

### Libros
- johann hieronymus Kniphof, johann gottfried Trampe, friedrich wilhelm von Leysser. 1757. Botanica in Originali seu Herbarium virum in quo plantarum ...: peculiari quadam ... enchiresi atramento impressorio obductarum nominibusque suis ad methodum ... Linnæi et Ludwigii insignitarum ...
- -------, friedrich wilhelm von Leysser, johann gottfried Trampe. 1762. Botanica in originali, sev Herbarivm vivvm, in qvo plantarvm tam indigenarvm qvam exoticarvm pecvliari qvadam operosaqve enchiresi atramento impressorio obdvctarvm nominibvsqve svis ad methodvm illvstrivm nostri aevi botanicorvm Linnaei et Ludwigii ..., Volumen 5. en línea
- 1796. Supplementum Ad Leysseri Floram Halensem, Volumen 1. 44 pp. en línea
- 1806. Verzeichnis der von ihm gesammelten Mineralien: mit mineralogischen Bemerkungen (Lista de los minerales recogidos por él: con observaciones mineralógicas), Volumen 1. 300 pp. en línea
- 2009. Flora Halensis: Exhibens Plantas Circa Halam Salicam Crescentes (1761). Ed. Kessinger Publish. 274 pp. ISBN	110475147X en línea

## Honores
- Primer presidente de Naturforschende Gesellschaft zu Halle (Sociedad Naturalista en Halle)

### Epónimos
- (Asteraceae) Leysera L.[1]

- La abreviatura «Leyss.» se emplea para indicar a Friedrich Wilhelm von Leysser como autoridad en la descripción y clasificación científica de los vegetales.[2]